# Gene Barry

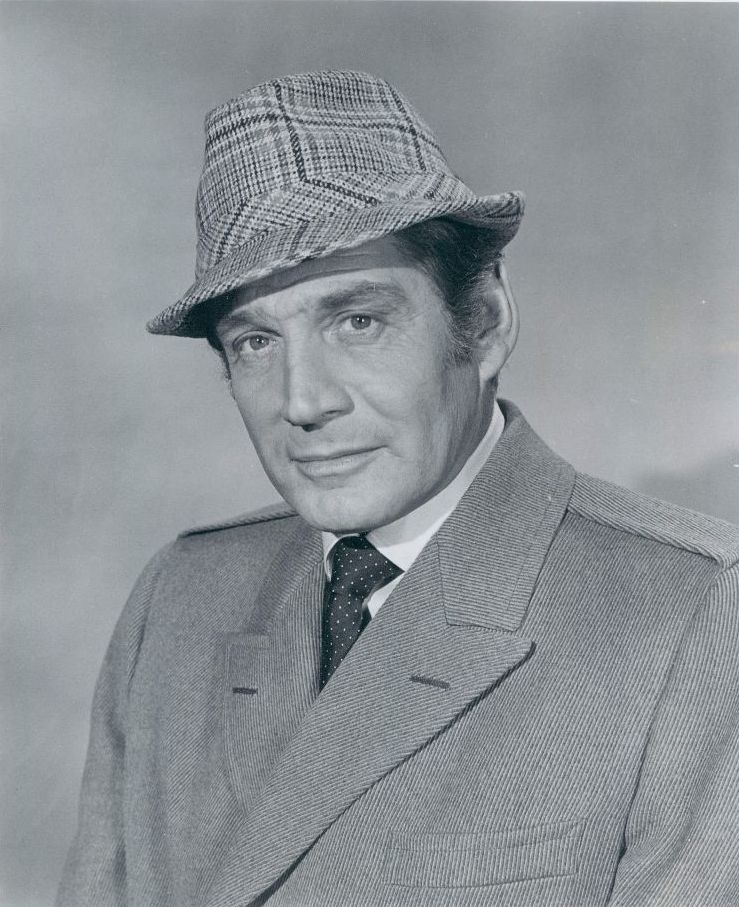
Barry a Istanbul Express (1968)

Gene Barry (Nova York, 14 de juny de 1919 - Woodland Hills, Los Angeles, Califòrnia, 9 de desembre de 2009) va ser un actor estatunidenc.
Va néixer com Eugene Klass en una família jueva a Nova York, destacà des de molt jove gràcies a la seva habilitat per a cantar i tocar el violí. Adoptà el seu pseudònim en honor de John Barrymore.
Va aparèixer al Teatre de Broadway a Catherine was Great el 1944 i, molts anys després, protagonitzà el musical La gàbia de les boges (basat en la pel·lícula francesa del mateix nom sobre una parella homosexual i el seu estricte fill) amb George Hearn fent de la seva parella. Per la seva contribució al teatre, Gene Barry obtingué l'estrella al Passeig de la Fama de Hollywood al 6555 del Hollywood Boulevard.
Un dels seus primers papers fou el 1953 a la producció de La guerra dels mons. Feu un cameo en la versió de Steven Spielberg el 2005 amb la nova La guerra dels mons, amb el seu coprotagonista del 1953 Ann Robinson.
Conegut per les seves suaus formes, Barry protagonitzà en televisió les sèries estatunidenques Our Miss Brooks, Bat Masterson, Audàcia és el Joc i La llei de Burke. Guanyà un Globus d'Or el 1965 per La llei de Burke. Barry va actuar al famós episodi d'Audàcia és el Joc, una història de ciència-ficció dirigida per Steven Spielberg i escrita per Philip Wylie anomenat L.A. 2017. També protagonitzà el 1973 la sèrie de televisió per a la ITV L'aventurer, amb Barry Morse i Catherine Schell.
Barry va aparèixer en nombroses pel·lícules, programes de televisió i shows. La seva esposa, Betty Clair Kalb, va morir als seixanta anys el 2003. Tingueren dos fills, Michael i Frederick, i una filla, Elizabeth.

## Filmografia
- The Atomic City (1952)
- The Girls of Pleasure Island (1953)
- La guerra dels mons (The War of the Worlds) (1953)
- Those Redheads from Seattle (1953)
- Alaska Seas (1954)
- Red Garters (1954)
- Naked Alibi (1954)
- Soldier of Fortune (1955)
- The Purple Mask (1955)
- The Houston Story (1956)
- Back from Eternity (1956)
- China Gate (1957)
- The 27th Day (1957)
- Forty Guns (1957)
- Hong Kong Confidential (1958)
- La ruta del tro (Thunder Road) (1958)
- Maroc 7 (1967)
- Subterfuge (1968)
- The Second Coming of Suzanne (1974)
- Guyana: Crime of the Century (1979)
- La guerra dels mons (War of the Worlds) (2005)